# 王宪鹏
王宪鹏（1953年—），汉族，中华人民共和国政治人物、第十一届全国政协委员。
加入中国共产党，担任北京国际信息研究协会会长。2008年，当选第十一届全国政协委员，代表经济界，分入第三十五组。并担任社会和法制委员会专委。